# Hydrotaea jeanneli
Hydrotaea jeanneli este o specie de muște din genul Hydrotaea, familia Muscidae, descrisă de Seguy în anul 1938. Conform Catalogue of Life specia Hydrotaea jeanneli nu are subspecii cunoscute.